# 勝彩也
勝 彩也（かつ あや、1949年 - ）は北海道出身の歌手である。男性。
アルバイトでサパークラブで歌っていた所を
作曲家の彩木雅夫にスカウトされ、1970年10月25日テイチクレコードから「恋あざみ」でデビュー。ヒットとなるが、体調を崩して芸能界を引退。歌手時代に体得したヨガの経験を生かし、1986年に埼玉県でヨガとカラオケの教室を開業し、現在は毛呂山町、飯能市にてヨガ専門の道場を経営するかたわら、歌手活動も継続している。独特のハスキーボイスの持ち主。
「まぼろしのブルース」は1990年代にコンピレーションアルバム『幻の名盤解放歌集』にて紹介され、独特の歌唱とともに注目された。

## 代表曲
- 恋あざみ - 作詞：泉淳三、作曲：彩木雅夫、編曲：森岡賢一郎。八代亜紀、美川憲一がカバーしている
- まぼろしのブルース - 作詞・作曲：藤本卓也。オリジナル歌唱は佐久間浩二で勝はカバー。後にフラワーショウ、大西ユカリが再カバーしている。

## テレビ出演
- 第38回 夏祭りにっぽんの歌（2007年）
- 第44回 年忘れにっぽんの歌（2011年）